# بيتر ألين غولدن
بيتر ألين غولدن (بالإنجليزية: Peter Allen Golden)‏ هو كاتب ومؤرخ وصحفي أمريكي، ولد في 1953 في نيوآرك في الولايات المتحدة.